# Ржищівський заказник загальнодержавного значення
Ржи́щівський зака́зник загальнодержа́вного зна́чення — ландшафтний заказник загальнодержавного значення в Україні. Розташований у межах Кагарлицького району Київської області, на північний захід від міста Ржищів, в адміністративних межах Стайківської, Стрітівської, Гребенівської, Кузьминецької сільських рад та Ржищівської міської ради. 
Площа 1288 га. Створений 1985 року. Перебуває у віданні Ржищівської лісомеліоративної станції. 
Охороняється ділянка типового і мальовничого ландшафту на правому березі Дніпра: глибоко розчленовані крутосхили, вкриті хвойними та листяними насадженнями, чагарниками. У трав'яному покриві — материнка звичайна, первоцвіт весняний, деревій звичайний та інші рослини. Багатий тваринний світ: сарна європейська, свиня дика, лисиця звичайна, заєць-русак, борсук; багато птахів.

## Галерея

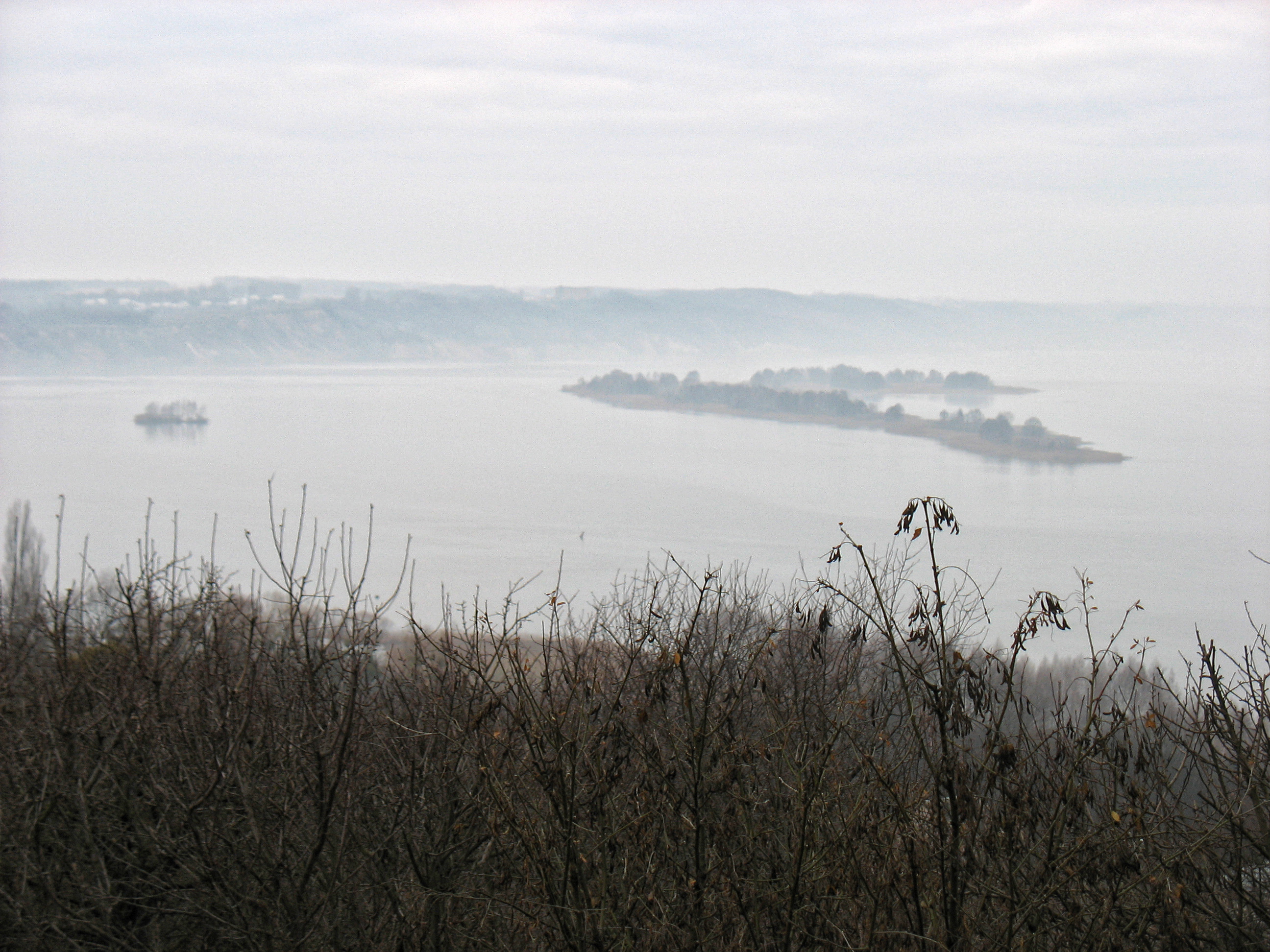
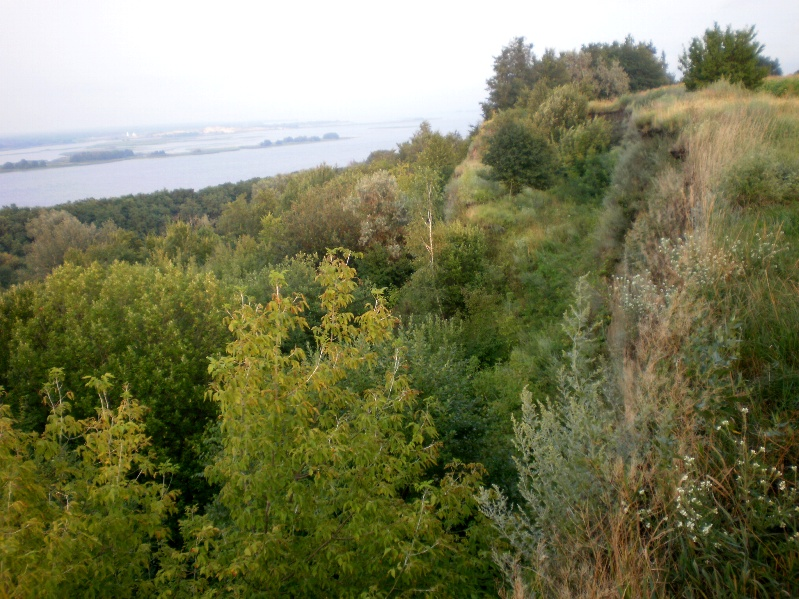
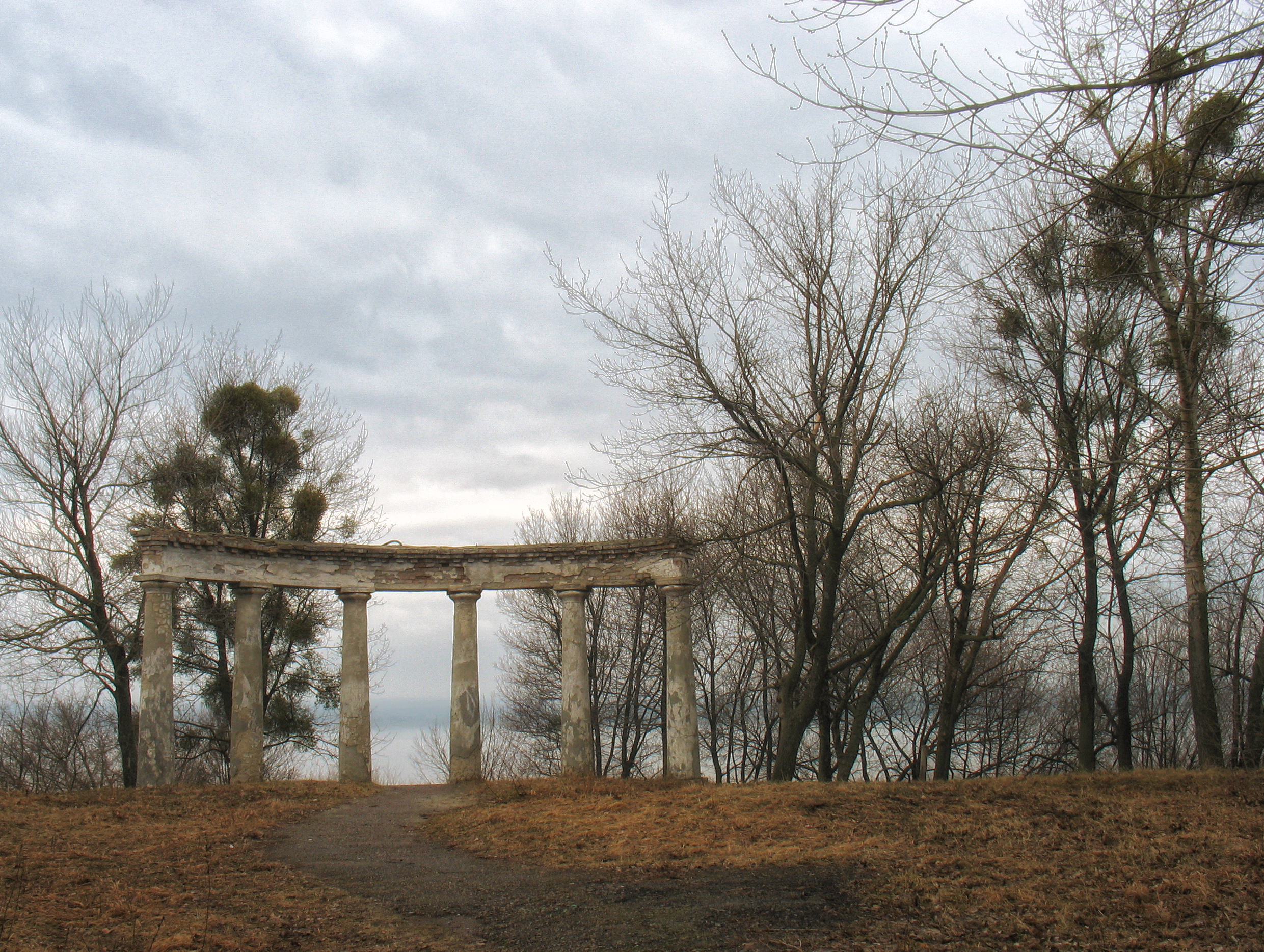
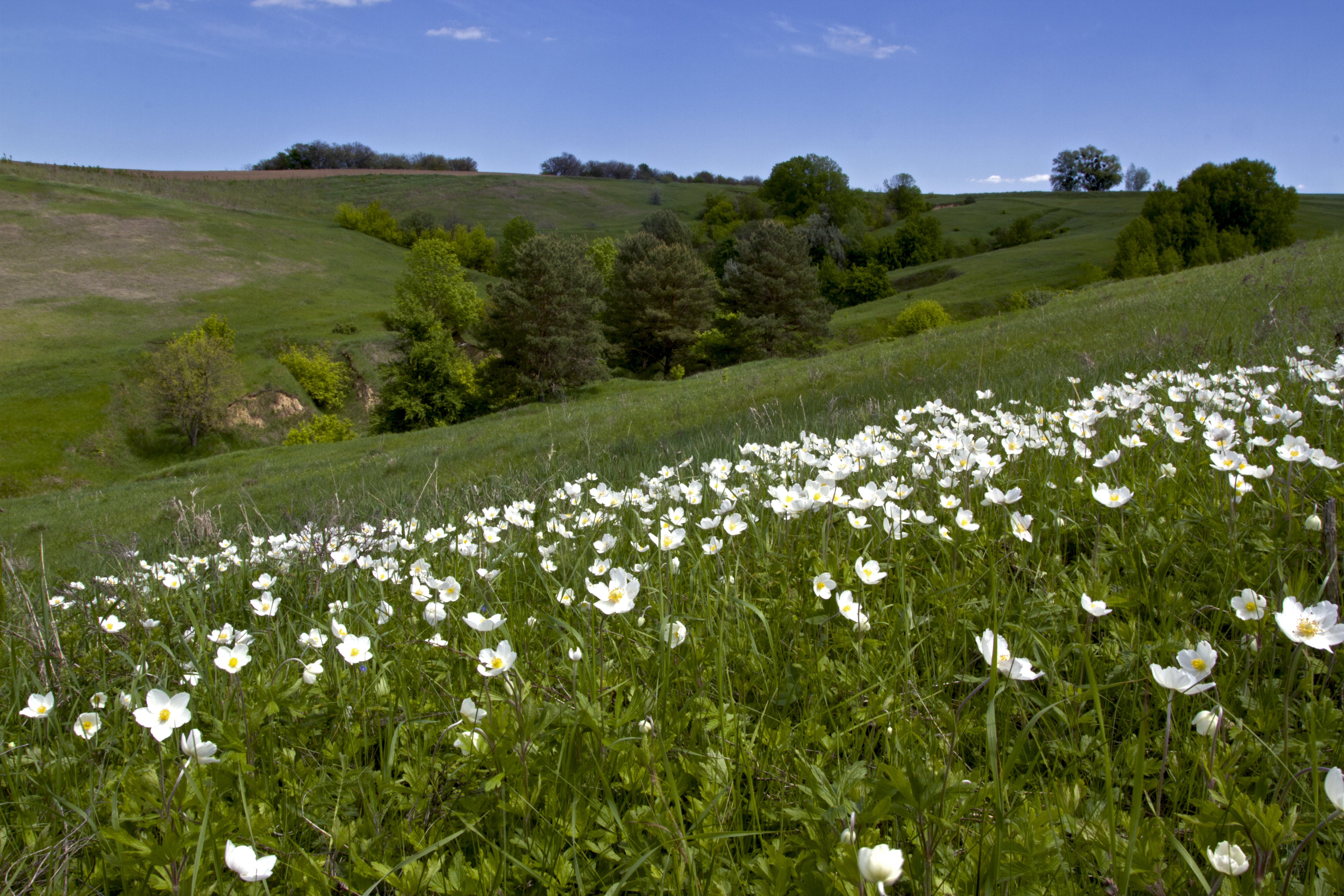
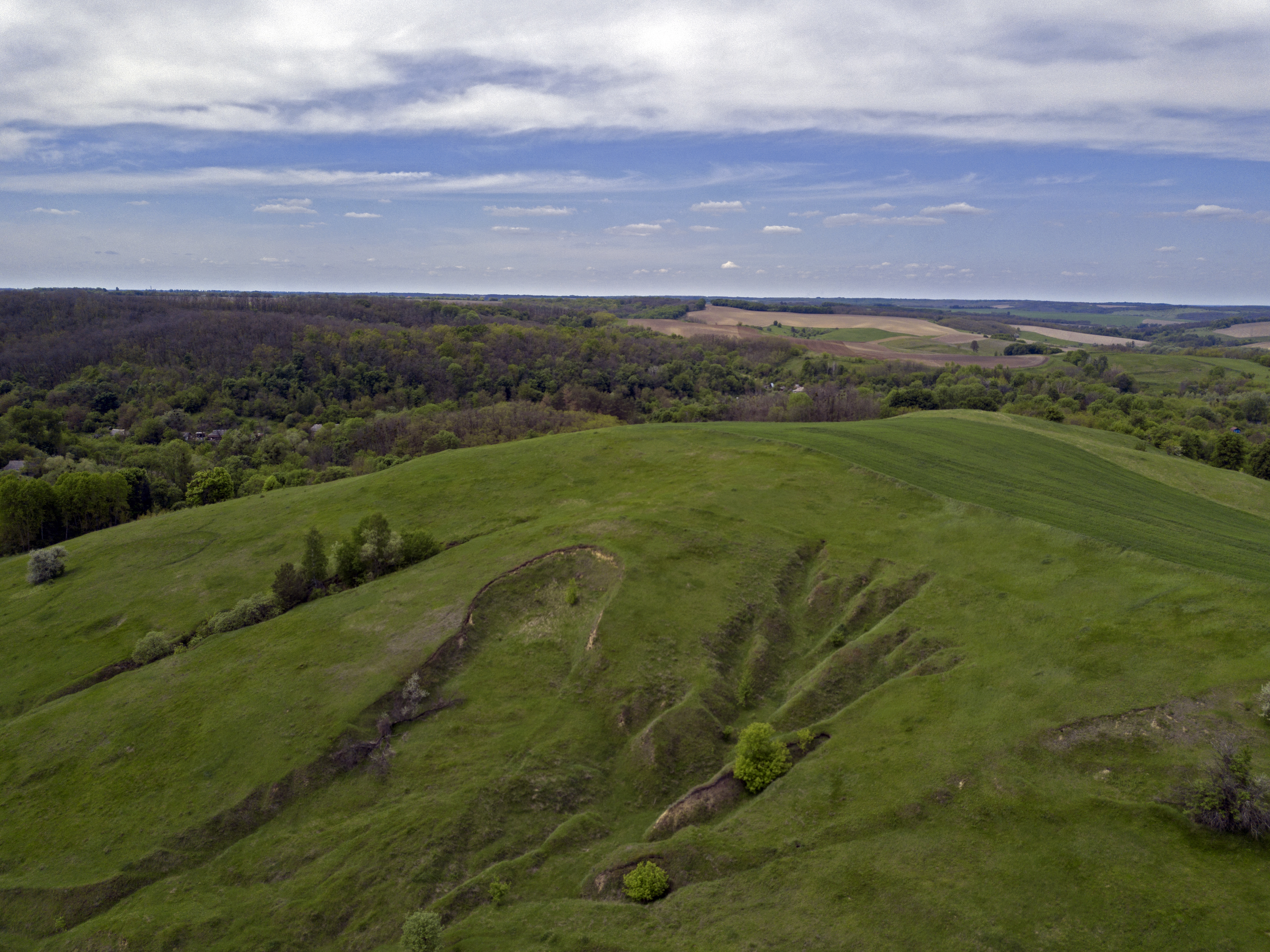
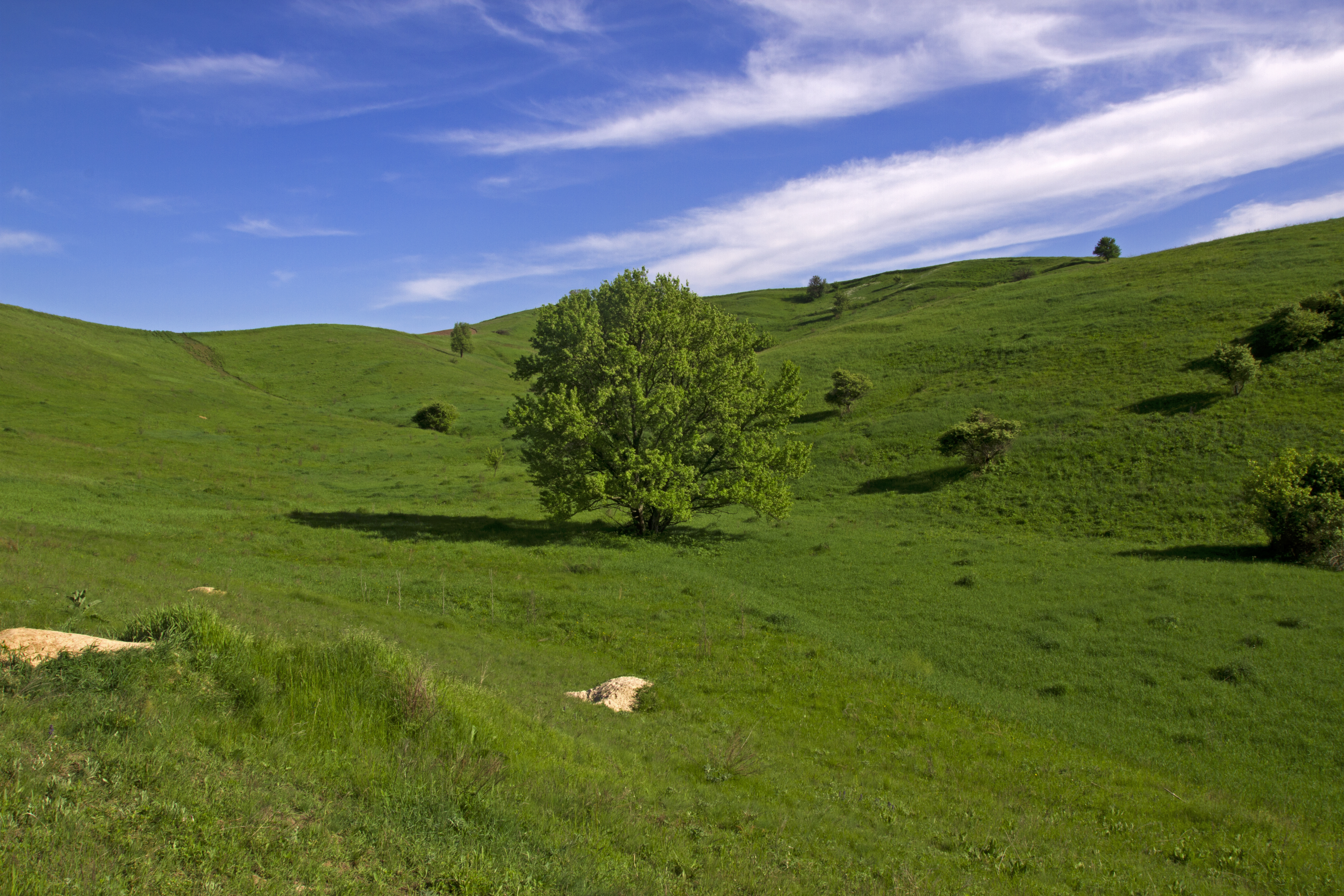